# Nyssus coloripes
Espèce
Synonymes
- Agroeca picta L. Koch, 1873
- Supunna picta (L. Koch, 1873)
- Supunna versicolor Simon, 1896
- Medmassa bicolor Hogg, 1900
- Supunna michaelseni Simon, 1909
- Storena variepes Rainbow, 1912
- Storena auripes Rainbow, 1916

Nyssus coloripes est une espèce d'araignées aranéomorphes de la famille des Corinnidae.

## Distribution
Cette espèce se rencontre en Australie. Elle a été introduite en Nouvelle-Zélande.

## Publication originale
- Walckenaer, 1805 : Tableau des aranéides ou caractères essentiels des tribus, genres, familles et races que renferme le genre Aranea de Linné, avec la désignation des espèces comprises dans chacune de ces divisions. Paris, p. 1-88.